# Reggaerekka
Reggaerekka (in finlandese "Reggaecamion") è il primo singolo che ha anticipato l'uscita, prevista per il 23 novembre 2011 del quinto album di studio del duo finlandese Lord Est, pubblicato da Hype Records il 30 maggio 2011. Il singolo ha riscosso enorme successo raggiungendo il vertice delle classifiche dei singoli più venduti in Finlandia. La canzone prevede una strofa reppata dal rapper finlandese Petri Nygård, anche lui al vertice del successo con il brano Selvä päivä, composto in collaborazione con Lord Est.
Il singolo divenne disco d'oro in Finlandia per aver venduto 6370 copie del CD.

## Video
Il video mostra Lord Est che canta sul reggaecamion in movimento, mentre gioca a biliardo. Intanto il duo passa per l'aeroporto di Tampere per dare un passaggio a Petri Nygård e ad una thailandese, in quanto di ritorno dalla Thailandia, dove aveva girato il video del suo singolo in collaborazione con Lord Est, Selvä päivä. Intanto due ragazze bionde tentano di praticare alcuni sport, senza riuscirci. Quando passa il reggaecamion compiono delle azioni che permettono loro attraverso il caso di riuscire a fare punto.

## Classifica
| Classifica           | Massima posizione |
| -------------------- | ----------------- |
| Finlandia            | 1                 |
| Finlandia (digitale) | 1                 |